# Wangoi
Wangoi là một thị xã và là một nagar panchayat của quận Imphal West thuộc bang Manipur, Ấn Độ.

## Nhân khẩu
Theo điều tra dân số năm 2001 của Ấn Độ, Wangoi có dân số 7872 người. Phái nam chiếm 50% tổng số dân và phái nữ chiếm 50%. Wangoi có tỷ lệ 64% biết đọc biết viết, cao hơn tỷ lệ trung bình toàn quốc là 59,5%: tỷ lệ cho phái nam là 76%, và tỷ lệ cho phái nữ là 53%. Tại Wangoi, 13% dân số nhỏ hơn 6 tuổi.